# Björna
Björna – miejscowość (tätort) w Szwecji w gminie Örnsköldsvik w regionie Västernorrland. Około 431 mieszkańców.